# Eilema tibeta
Eilema tibeta là một loài bướm đêm thuộc phân họ Arctiinae, họ Erebidae.